# Tachygia microlepis
Tachygia microlepis é uma espécie de réptil escamado da família Scincidae.
Apenas pode ser encontrada no Tonga.